# Tejstymy (jezioro)
Tejstymy – jezioro w Polsce, położone w województwie warmińsko-mazurskim, w powiecie olsztyńskim, w gminie Biskupiec, o powierzchni 199 ha. Ma kształt prostokąta z zatokami w południowej i północnej części. Pośrodku jeziora zalesiona wyspa o powierzchni 12 ha.
Miejscowości nad jeziorem Tejstymy: Biesowo, Biesówko, Tejstymy.